# Le Nexus du docteur Erdmann
Le Nexus du docteur Erdmann (titre original : The Erdmann Nexus) est un roman court de science-fiction de Nancy Kress paru en 2008 puis traduit en français et publié aux éditions Le Bélial' en 2016. Il a obtenu le prix Hugo du meilleur roman court 2009.

## Résumé

### Mise en place de l'intrigue
Dans une maison de retraite médicalisée, Henry Erdmann, 90 ans, ancien éminent physicien, subit des symptômes évoquant les prémices de crise cardiaque ou d'attaque cérébrale : nausées intenses, vomissements, évanouissements.
Or il découvre, à sa grande surprise, que plusieurs autres pensionnaires octogénaires ont présenté, aux mêmes moments et de façon très ponctuelle, des symptômes similaires. En parallèle, des événements inexpliqués interviennent pendant ces mêmes moments (par exemple l'ouverture inexpliquée d'un coffre-fort).
Henry Erdmann va connaître à cinq reprises, au même moment que les autres patients, cette douleur intense qui lui vrille le cerveau.

### Réactions et interrogations
Carry Vesey est aide-soignante dans cet établissement et éprouve des sentiments amicaux à l’égard d'Henry Erdmann. Pour elle, les événements sont une « aubaine » : alors que son ancien compagnon venait la voir et qu'il commençait à être menaçant à son égard lorsqu'elle refuse ses avances, il succombe à une soudaine crise cardiaque. L'autopsie pratiquée sur l'homme ne décèle aucune violence : il est mort d'une banale crise cardiaque. Carry est donc disculpée par la police.
Mais Henry Erdmann a compris que les souffrances vécues récemment ne sont pas un phénomène uniquement psychologique ou relevant de la médecine. Il réunit une vingtaine de patients résidant dans le centre de séjour et organise une réunion collective. Chacun expose tout à tour ce qu'il a vécu et ce qu’il a « aperçu ».
Une IRM réalisée sur une patiente lors qu'elle reçoit la « décharge neuronale » montre des choses étranges sur le relevé du scanner.
Quelques heures plus tard, alors qu'Henry Erdmann est en discussion avec un policier, un avion s'écrase à proximité de la maison de retraite médicalisée. Henry est persuadé que c'est le pouvoir psychique des patients octogénaires qui a fait s'écraser l’avion.

### Dénouement et révélations finales
La conscience humaine est une entité peu connue par le monde scientifique. Lorsque des êtres humains ont accumulé un certain nombre de souvenirs et de conscience au monde, et lorsqu'ils sont plusieurs réunis dans un même lieu, leurs consciences individuelles s'additionnent les unes aux autres de manière à former une conscience collective, décelable à des milliards de kilomètres. La conscience collective des octogénaires de la maison de retraite a ainsi été détectée par un vaisseau spatial extraterrestre. Celui-ci se présente à proximité de la Terre et propose intuitivement aux octogénaires de venir vivre une vie symbiotique à l'intérieur du vaisseau. Tous acceptent, à l'exception d'Henry Erdmann.